# معبد ني وسر رع

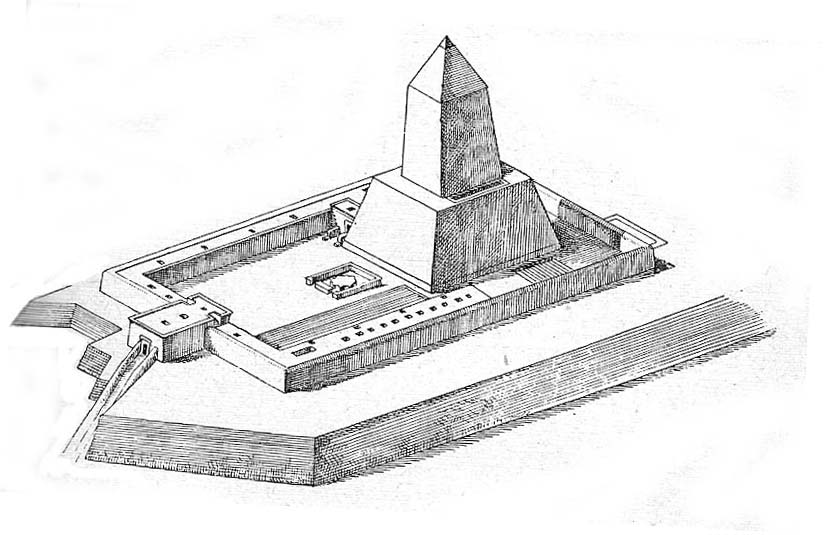
نموذج معبد الشمس لني-أوسر -رع ، طبقا "لماسبيرو" 1907.

بني معبد الشمس الذي بناه نى أوسر رع في عصر الأسرة الخامسة من الدولة القديمة. حكم فرعون مصر ني أوسر رع مصر خلال السنوات 2455 - 2420 قبل الميلاد. يوجد معبد الشمس في منطقة أبو غراب بأبي صير. كما يوجد بالقرب منها هرم ني-أوسر-رع، وأهرام لأبيه ولإخوته (أهرامات أبو صير).

## الاسم بالهيروغليفية

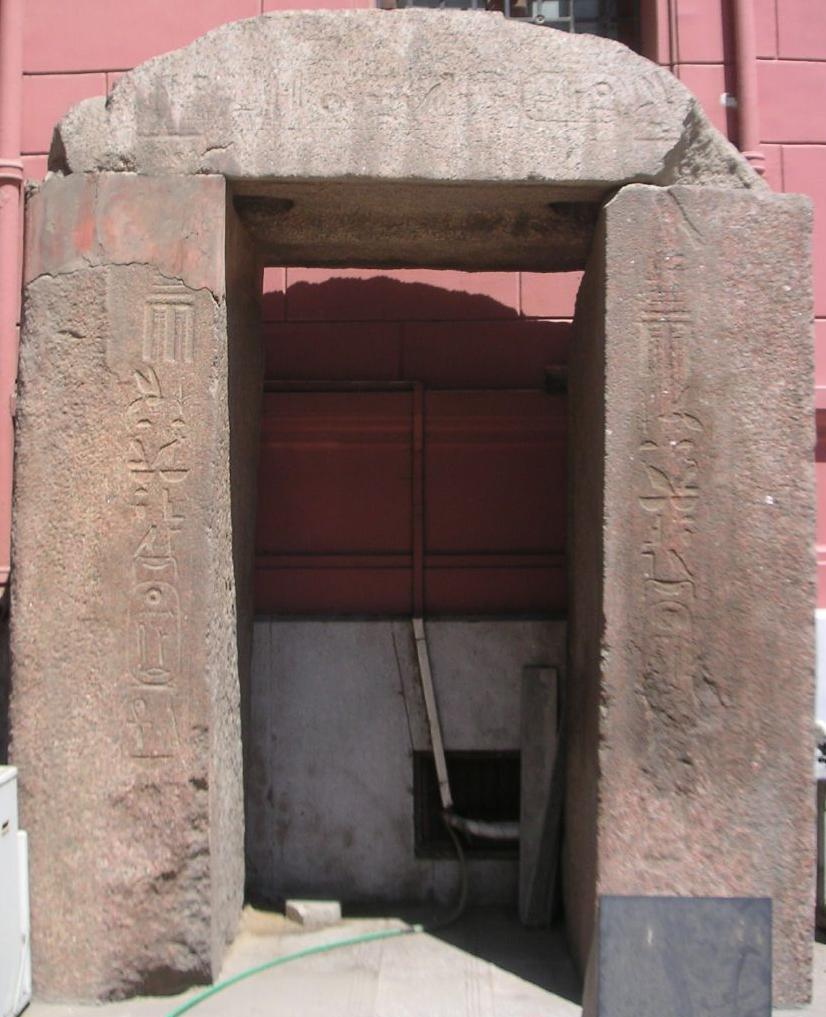
باب معبد الشمس من الجرانيت الأحمر(بالمتحف المصري بالقاهرة)

| ra | O42 · ib | O25 |

 Shesep-ib-Re 
 Šsp-jb-Rˁ 
 ، ومعناه «المكان المحبب لرع».

## تاريخ التنقيب

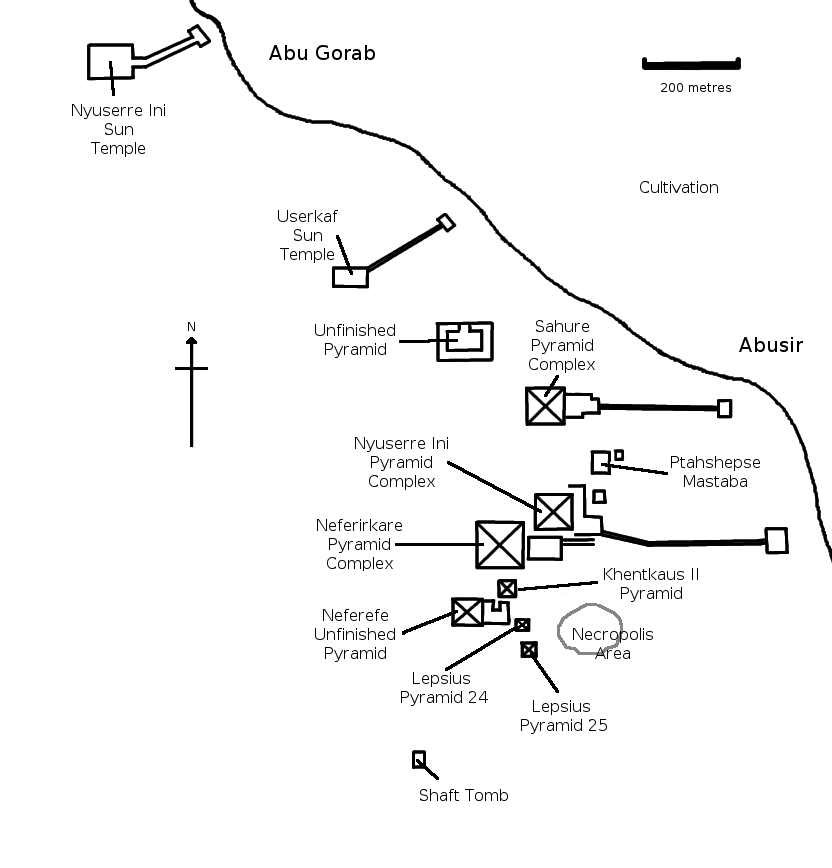
منطقة أبو صير وفيها معبد الشمس ل نى أوسر رع (أعلى اليسار)

جاء وصف معبد الشمس في كتاب وصف مصر الذي قام بكتابته علماء فرنسيون أتوا مع حملة نابوليون بونابرت. ولكن العلماء سجلوا تلك الأثار على أنها لهرم مهدوم.
وفي عام 1838 قام «جون بيرينج» بحفريات في المنطقة وأزاح الأنقاض فلم يجد سوي قاعدة من الجرانيت لمسلة، كما وجد لوحات حجرية منقوشة تعبر عن احتفال قدماء المصريين بعيد سد Sedfest. حفزت تلك الآثار على الاستمرار في التنقيب في المنطقة ودراستها، وكان من ضمن الدارسين في عام 1843 عالم الآثار الألماني «كارل لبسيوس»، الذي بدأ القياسات في منطقة أعطاها رقم 15 في قائمة لبسيوس للأهرامات.

## وصف المعبد
المعبد عبارة عن فناء طوله 110 متر وعرضه 80 متراً، وكان الهدف من هذا المعبد استقبال الزوّار الذين يريدون التقرّب للإله رع. يتكون المعبد من عدة عناصر مستوحاة من عناصر المجموعة الجنائزيّة الهرميّة في الأسرتين الثالثة والرابعة، ويتكون من قاعدة مرتفعة تحميه من الفيضانات، ويقع المدخل الرئيسي للمعبد في الناحية الشرقيّة وهو عبارة عن بهو يتوسّطه أربعة أعمدة تعلوها تيجان نخيليّة، يليه بعد ذلك صالتان متعامدتان، ومنها إلى مداخل ثلاثة أحدها يوصل إلى الطريق الصاعد. والطريق الصاعد طوله 100 متر ويعتقد أنّه كان مسقوفاً، به فتحات تسمح بدخول الضوء، ولكن نظراً لأن هذا المعبد مكرّس لعبادة الشمس فإنه من المرجّح أنّه كان غير مسقوف وذلك لتسهيل ممارسة طقوس العبادة، وهذا المعبد مختلف من حيث الطراز عن معابد العصور اللاحقة، حيث أنّه لا يوجد تمثال في قدس الأقداس مشيّد على ربوة أو مصطبة عالية، للمعبد بوابة كبيرة مزينة بالكورنيش تؤدي إلى صالة طولية ثم إلى صالة عرضية ذات ثلاثة مداخل: الغربي الذي يوصل إلى فناء المعبد حيث تقام الطقوس، والمدخل الشمالي الذي يوصل إلى المخازن، والمدخل الجنوبي الذي يوصل إلى ممرات توصل بدورها إلى قاعدة المسلة.

## تاريخ فترة بناء المعبد
تولت الأسرة الخامسة عرش البلاد بعد فترة اضطراب وصراع بين البيت المالك في الأسرة الرابعة من ناحية وبين ملوك هذه الأسرة في النصف الثاني من حكمها وبين كهنة رع من ناحية أخرى أولئك الكهنة الذين أخذ نفوذهم يزداد وأصبحوا خطر على سلطة الملك وانتهى ذلك الصراع بتأسيس أسرة مالكة جديدة وثيقة الصلة بكهنة الشمس فشيدت المعابد المختلفة لرع والالهة المتصلين به واغدقوا العطايا والهبات والأوقاف والامتيازات على المعابد وكهنتها. وكان معبد ني وسر رع هو أحد المعابد التي بني في خلال تلك الحقبة. وقد تميز تخطيط المنشآت الدينية بمراعاته الدور الوظيفي الديني للمنشأة من حيث عدد وحجم المناظر والنصوص المطلوب تسجيلها ومن حيث كم ونوع الطقوس التي تمارس فيها وبمعنى آخر معبراً واضحاً عن فكر ديني واضح وعن معتقدات وطقوس تجرى في هذه المنشآت ومن الممكن تقسيم العمارة المصرية القديمة من حيث الدور الوظيفي إلى نوعين:
1. عمارة دينية كالمعابد
2. عمارة دنيوية: أي تلك التي تخدم أغراض الحياة الدنيا وقد تكون:
  1. مدنية: المساكن، المنشآت، القصور، المنشآت الإدارية والخدمية.
  2. عسكرية: الحصون والقلاع.